# Gmina Kamień (Powiat Chełmski)
Die Gmina Kamień ist eine Landgemeinde im Powiat Chełmski der Woiwodschaft Lublin in Polen. Ihr Sitz ist das gleichnamige Dorf mit etwa 850 Einwohnern.

## Gliederung
Zur Landgemeinde Kamień gehören folgende 14 Ortschaften mit einem Schulzenamt:
Andrzejów
Czerniejów
Haliczany
Ignatów
Józefin
Kamień
Kamień-Kolonia
Koczów
Mołodutyn
Natalin
Pławanice
Rudolfin
Strachosław
Wolawce
Weitere Orte der Gemeinde sind Ignatów-Kolonia, Majdan Pławanicki und Pławanice-Kolonia.